# گان مک‌گی
گان مک‌گی (انگلیسی: Gan McGee؛ زادهٔ ۲۰ نوامبر ۱۹۷۶) ورزشکار هنرهای رزمی ترکیبی اهل ایالات متحده آمریکا است.